# Coleophora buttneri
Coleophora buttneri é uma espécie de mariposa do gênero Coleophora pertencente à família Coleophoridae.